# Platysoma lucillum
Platysoma lucillum är en skalbaggsart som beskrevs av Lewis 1891. Platysoma lucillum ingår i släktet Platysoma och familjen stumpbaggar. Inga underarter finns listade i Catalogue of Life.